# Dudu (football)
Pour les articles homonymes, voir Dudu.
Eduardo Pereira Rodrigues, connu sous le nom de Dudu, (Goiania, né le 7 janvier 1992, est un footballeur brésilien qui joue comme un attaquant à l'Atlético Mineiro.

## Biographie
Dudu a commencé sa carrière en 2001 à l'Atletico Goianiense dans la jeunesse, où il a gagné tout ce qu'il a joué pour le club, laissant en 2005 pour une brève saison dans le club amateur Ovel, obtenir un peu de temps et déjà aller à Cruzeiro do tests dans la catégorie base, qui a été approuvé et déjà engagé. Dans l'exploitation minière Club est resté cinq ans dans les divisions de la jeunesse. Après son arrivée aux professionnels en 2009, il a été prêté à Coritiba l'année suivante.

### Dynamo Kiev

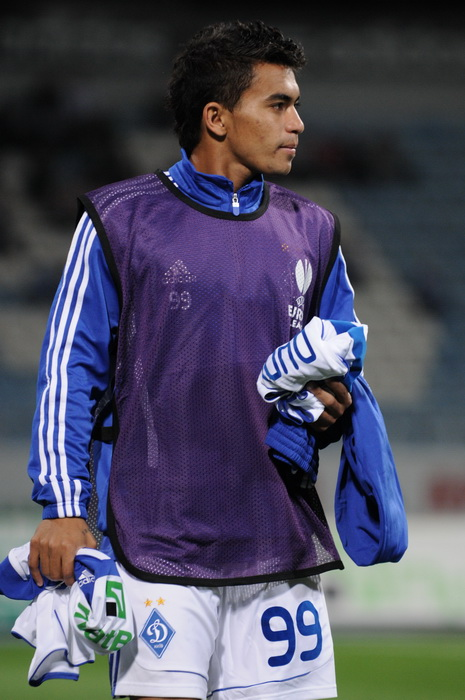
Dudu au Dynamo Kiev

En août 2011, Dudu a été vendu à Dynamo Kiev pour 5 millions d'euros. Lors de son troisième match, Dudu marque son premier but avec le maillot du Dynamo, en inscrivant le cinquième but dans la victoire 6-1 contre le Zorya Luhansk .

### Prêt à Grêmio

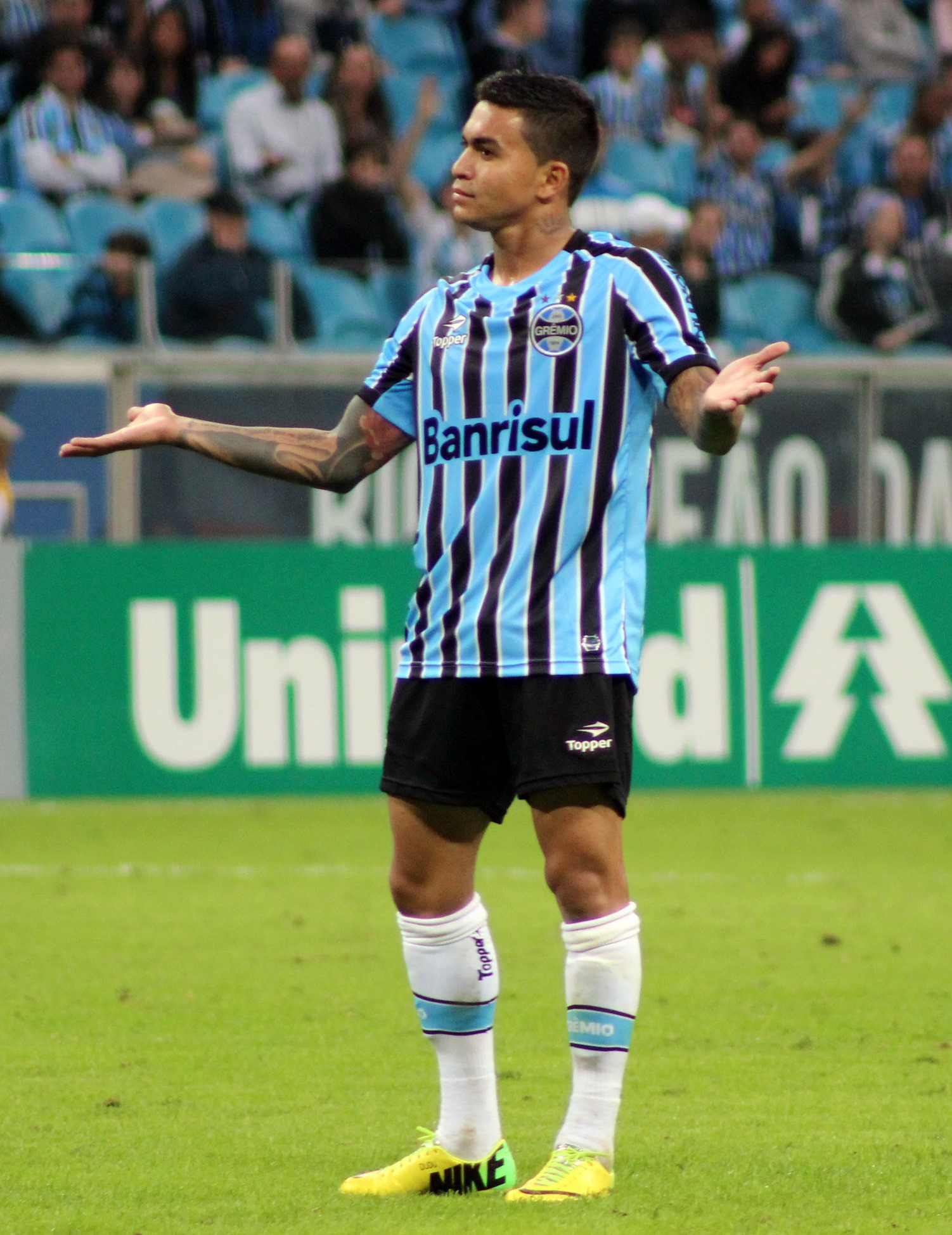
Dudu à Grêmio en 2014.

Le 11 février, 2014 a été signé le prêt à Grêmio. Tout au long de la saison, Dudu a été le joueur le plus important pour le Grêmio. À la fin de la saison, le club du Rio Grande do Sul n'a pas renouvelé son contrat.

### Palmeiras
Après une vive concurrence pour l'embauche d'athlète entre Corinthians et São Paulo, où les médias ont considéré le joueur même embauché par Corinthians, Palmeiras a fait une apparition surprise et engagé le 12 janvier 2015 pour quatre saisons, l'achat de 50 % des droits du joueur et l'application de ce que les médias ont appelé le « chapeau » à ses rivaux.
Créée le 26 janvier 2015 dans un match amical contre le Red Bull Brasil, donnant assistance aux Cristaldo dans la victoire par 3-2 dans Allianz Parque.
Il a joué un rôle dans la campagne qui a abouti à la conquête de la Coupe du Brésil 2015, dans lequel Palmeiras Il a remporté trois titres. La grand finale avant Santos a marqué deux buts dans le jeu terminé 2-1 à Palmeiras, en prenant la finale à tirs au but.
Il a terminé la saison 2015 comme le meilleur buteur de l'équipe avec 16 buts en 56 matches, et se est identifié avec les fans par l'audace et la livraison dans le domaine.
Le 28 septembre, 2016, dans un match valable pour la Coupe du Brésil, Dudu complété 100 matchs avec Palmeiras chemise, contre Grêmio, où Palmeiras a perdu 2-1, en jouant dans le Arena do Grêmio.
Toujours en 2016, Dudu a levé la coupe du championnat 2016, réaffirmant sa position de leader dans Palmeiras dans le deuxième titre de conquête nationale en deux ans au club. En outre terminé l'année comme le meilleur buteur de Allianz Parque.
En janvier 2017, Palmeiras a acheté les 50 % restants des droits Dudu avec le Dynamo Kiev, est désormais 100 % du club.

#### Polémiques
Dans le deuxième match de la finale du Championnat de São Paulo 2015 a été expulsé avec le joueur Geuvânio de  Santos. Le joueur a été levé, poussant et insultant Guilherme Ceretta de Lima. Il a été jugé et condamné à 180 jours de suspension par la Cour de São Paulo Sports. Palmeiras a fait appel et la peine a été réduite à six matchs.

## Équipe du Brésil
En 2011, il a été convoqué par Ney Franco pour défendre l'équipe brésilienne qui a joué dans le Coupe du monde de football des moins de 20 ans. Il a marqué son premier but dans le troisième match qu'ils ont joué dans la victoire de 4-0 sur plus contre le Panama. Il a joué tous les autres matches, toujours en réserve, et a marqué à nouveau dans le match contre l'Arabie Saoudite, dont le Brésil a remporté 3-0 et match nul 2-2 contre l'Espagne.
Débuté la sélection principale le 10 novembre 2011 dans un match amical contre le Gabon, pour remplacer Jonas.
En 2017 il a été appelé par le technicien pour le Tite amical contre la Colombie. Comme le match amical est prévu à l'extérieur de la date de la FIFA, seuls les athlètes qui travaillent dans le football brésilien ont été appelés.

## Vie personnelle
Dudu est marié Mallu Ohanna depuis 2008 ou 2009 et a deux enfants avec elle: Cauê et Pedro Henrique.
Le 30 janvier 2013, a été arrêté à Goiania, agression soupçonne sa femme et sa mère. Cependant, après avoir payé une caution de douze mille reais, il a été libéré pour répondre en toute liberté. Le joueur est une note officielle disant qu'il y avait «un grand malentendu à l'époque, mais sans aucune intervention de ma femme» et le fait "est déjà bien précisé par les autorités judiciaires."

## Palmarès

### Coritiba
- Championnat du Brésil D2: 2010

### Cruzeiro
- Championnat du Minas Gerais: 2011

### Palmeiras
- Coupe du Brésil: 2015
- Championnat du Brésil: 2016

### Équipe du Brésil
- Coupe Sendai: 2009
- Coupe du monde de football des moins de 20 ans: 2011

## Récompenses individuelles
- Ballon d'Argent: 2016
- Prix Craque do Brasileirão: 2016
- Sélection des Amériques par Diario AS: 2016